# 唐君毅
唐 君毅（とう くんき、Tang Jun-yi、1909年1月17日 - 1978年2月2日）は、現代中国の著名な思想家。熊十力などに師事し、牟宗三や徐復観などとともに新儒家の代表的学者とされる。

## 経歴
出生から修学期
1909年（宣統元年）1月17日、四川省叙州府宜賓県で生まれた。祖籍は広東省五華県で、祖父の代から四川省へ移っていた。重慶連合中学で学び、蒙文通について学んで宋明理学に関心を持った。また父と同じく支那内学院の欧陽竟無(欧陽漸)について仏教についても学んだ。1925年に北京の中俄大学に入学するも、同年北京大学に移る。翌1926年、再び国立中央大学哲学系に移って学んだ。
1932年に大学を卒業し、故郷の四川省に戻って中学教師となった。1937年より華西大学の教員となった。1940年には再び重慶中央大学に転じた。
1949年以降は共産党支配から逃れ、銭穆らとともに香港に住んだ。1957年、アメリカ合衆国国務省の招聘を受けて留学。1958年に徐復観、張君勱、牟宗三と共に「現代新儒家宣言」(為中国文化敬告世界人士宣言, A Manifesto on the Reappraisal of Chinese Culture：Our Joint Understanding of the Sinological Study Relating to World Cultural Outlook)を発表した。これは新儒家の学者らの憂いを表明した宣言であり、中国文化と政治姿勢の再考であった。1963年に新亜書院と崇基学院が統合され香港中文大学となると、新亜書院の哲学講座の教授となった。1974年に同大学を退任し、1975年には国立台湾大学の客員教授を務めた。同年肺癌と診断され、1978年に死去した。

## 主要著作
- 《人生之體驗》（1946年）
- 《心物與人生》（1953年）
- 《中國文化之精神價値》（1953年）
- 《人文精神之重建》（1955年）
- 《中國哲學原論》：《原性篇》、《原道篇》、《原教篇》（1956年-1975年）
- 《中國人文精神之發展》（1958年）
- 《文化意識與道德理性》（1958年）
- 《哲學概論》上、下（1961年）
- 《道德自我之建立》（1963年）
- 《説中華民族之花果飄零》（1974年）
- 《中華人文與當今世界》（1975年）
- 《生命存在與心靈境界》（1977年）
- 《病裡乾坤》（1980年）
- 《愛情之福音》
- 《青年與學問》

## 唐君毅に関する参考資料
- 林鎮国「現代儒家の自伝世界―馮友蘭・唐君毅・牟宗三を例として」『季刊日本思想史』41, 1993年.
- 汪麗華・何仁富著『唐君毅年譜長編』中国社会科学出版社, 2018年.
- 現代新儒家―唐君毅